# Juliana Berners
Juliana Berners, OSB (o Barnes o Bernes ) (nacida en 1388), fue una escritora inglesa, autora de un libro sobre heráldica, cetrería y caza. Se dice que fue priora del Priorato de Santa María de Sopwell, cerca de St Albans en Hertfordshire. 

## Vida y obra
Se conoce muy poco sobre Juliana Berners y lo que se sabe, no se puede verificar con certeza. Fue autora de tratados sobre deportes de campo, como la caza, y muchas personas le atribuyen la totalidad de El libro de St. Albans . Un facsímil de la obra, publicado en 1810 por Joseph Haslewood, contiene una introducción que examina la autoría del libro y la biografía de Juliana Berners. Desafortunadamente, esta introducción es en gran medida especulativa.
Basados en su apellido, los estudiosos sugieren que era hija del cortesano Sir James Berners o esposa del dueño de la casa de campo de Julians Barnes. Independientemente de la familia de la que provenga, es probable que fuera de alta cuna y bien educada. En general, se cree que ingresó en la vida monástica y se convirtió en la priora del convento de monjas de Sopwell, cerca de St Albans. Se desconoce cómo y cuándo se unió al convento.
Dado que probablemente se crio en la corte, sin duda cazaba y pescaba con otras damas elegantes de la corte. Después de adoptar la vida monástica, probablemente conservó su amor por la cetrería, la caza y la pesca, y su pasión por los deportes de campo, lo que la llevó a escribir su tratado sobre caza y quizás otros. Estos tratados son notables por el hecho de que son algunos de los primeros escritos existentes de su tipo, así como por su visión y perspicacia. Incluyen comentarios sobre las virtudes de la conservación del medio ambiente y sobre la etiqueta para los deportes de campo, conceptos que no serían comúnmente aceptados durante cientos de años después de la publicación de estos tratados.
Aunque se sabe tan poco sobre su vida, y que el reclamo sobre su autoría de The Boke of Saint Albans no se puede verificar absolutamente, numerosos clubes de pesca con mosca para mujeres en Europa y Estados Unidos llevan el nombre de Berners. Se la recuerda como una de las primeras autoras (de ambos sexos) en escribir sobre caza y pesca con caña.

## El Libro de St. Albans

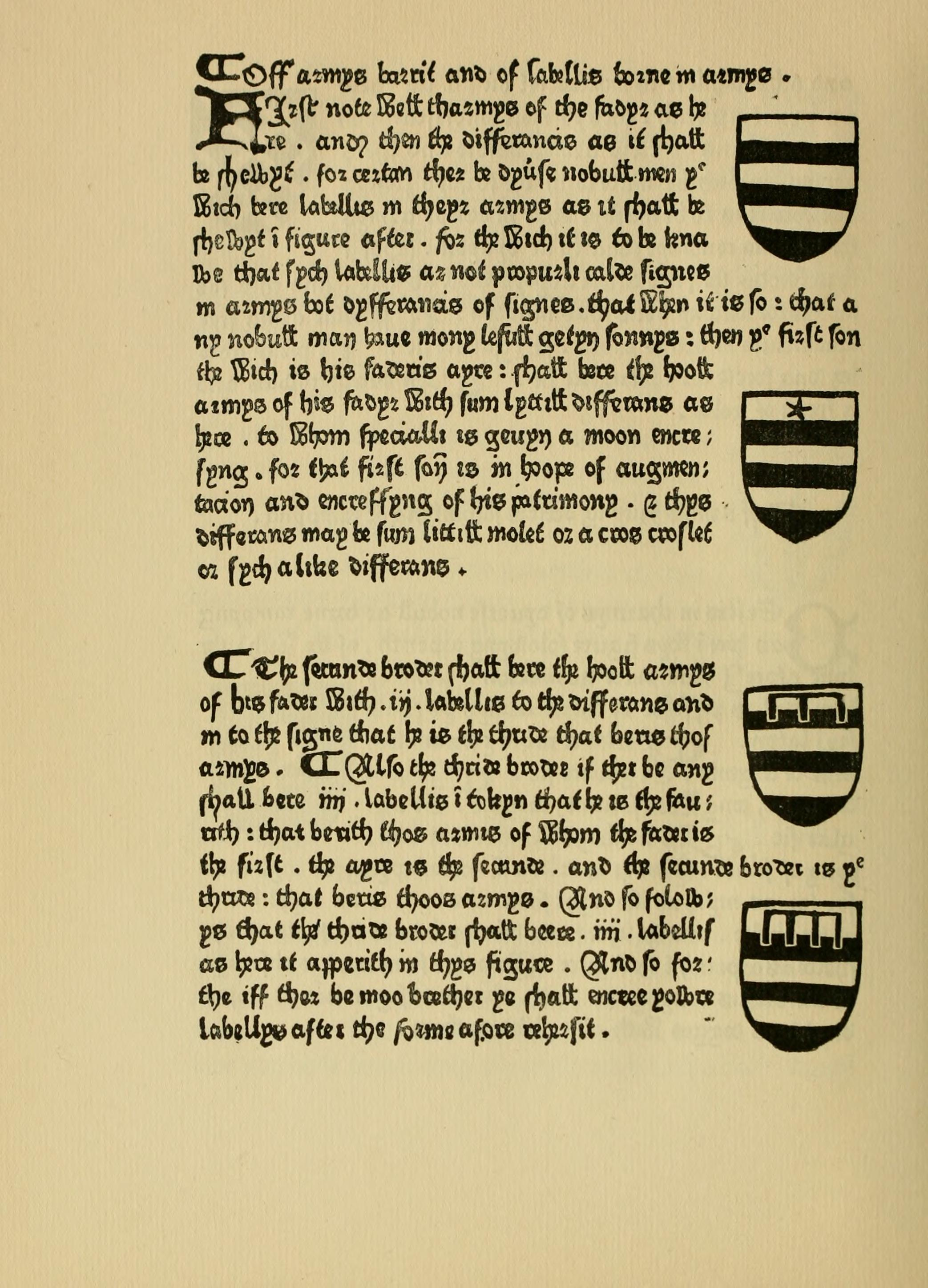
El Libro de St. Albans

La primera y más rara edición de The Boke of Saint Albans fue impresa en 1486 por un maestro de escuela desconocido en St Albans. No tiene portada. La única pista de la autoría del Tratado, y la única evidencia documental de ella, es una atribución al final del libro original de 1486 que dice: "Explicit Dam Julyans Barnes in her boke of huntyng". Su nombre fue cambiado por Wynkyn de Worde a "Dame Julyans Bernes". No existe tal persona en el pedigrí de la familia Berners, pero hay una brecha en los registros del priorato de Sopwell entre 1430 y 1480. La edición de De Worde (fol. 1496), también sin portada, comienza: "This present boke shewyth the manere of hawkynge and huntynge: and also of diuysynge of Cote armours. It shewyth also a good matere belongynge to horses: wyth other comendable treatyses. And ferdermore of the blasynge of armys: as hereafter it maye appere."  Esta edición estaba adornada con tres grabados en madera e incluía un texto, Treatyse of fysshynge wyth an Angle, que no figura en la edición de St Albans.
Cuando Joseph Haslewood publicó un facsímil de la edición de Wynkyn de Worde con un comentario biográfico y bibliográfico, examinó con sumo cuidado las afirmaciones de la autora de figurar como la primera autora en lengua inglesa. Le asignó a ella un poco más en el Libro de St. Albans, excepto una parte del tratado sobre la cetrería y la sección sobre caza. Se afirma al final del Blasynge of Armys que la sección fue "traducida y completada", y es probable que los otros tratados sean traducciones, probablemente del francés .
Se sabe que existen sólo tres copias perfectas de la primera edición. Un facsímil, titulado The Boke of St Albans, con una introducción de William Blades, apareció en 1881. Durante el siglo XVI, la obra fue muy popular y se reimprimió muchas veces. Fue editado por Gervase Markham en 1595 como The Gentleman's Academie.
El tratado sobre la pesca, que se añadió a la edición de 1496 impresa por Wynkyn de Worde, y probablemente tenía menos que ver con Juliana que los textos originales, es el trabajo más antiguo del que se tenga conocimiento en idioma inglés, sobre la pesca con mosca . Más de 150 años después, fue una influencia para Izaak Walton, otro escritor inglés, cuando escribió The Compleat Angler. Una versión más antigua del tratado de pesca fue editada en 1883 por el T. Satchell a partir de un manuscrito en posesión de Alfred Denison. Este tratado probablemente data de alrededor de 1450 y formó la base de esa sección en el libro de 1496.